# Корона Рінтаван
Корона Рінтаван (індонез. Corona Rintawan, 1 січня 1975, Сурабая) — індонезійська лікар, яка спеціалізується на невідкладній допомозі. Вона працює в цій галузі з 2003 року, та очолювала групу медичного реагування неурядової організації Мухаммадія під час багатьох катастроф, зокрема під час пандемії коронавірусної хвороби.

## Ранні роки життя
Корона Рінтаван народилася в Сурабаї в провінції Східна Ява 1 січня 1975 року третьою дитиною з 4 братів і сестер. Ім'я «Корона» походить від Toyota Corona, яка була популярним автомобілем в Індонезії в 1975 році. Вона є випускником медичного факультету Університету Бравіджая. У 2018 році Корона Рінтаван отримала ступінь спеціаліста з невідкладної допомоги.

## Кар'єра
Корона приєдналася до медичних організацій, пов'язаних з Мухаммадією, у 2006 році, а з 2020 року вона працює лікарем у лікарні Мухаммадії в Ламонгані в провінції Східна Ява.

### Екстрена медицина
Корона Рінтаван розпочала працювати в екстреній медичній допомозі з 2003 року, коли її направили на роботу в провінцію Ачех, вона також працювала в цій провінції після цунамі 2004 року.
У 2013 році Корона була направлена на Філіппіни в складі групи допомоги після тайфуну «Хайян», і очолювала групу медичного реагування «Мухаммадії» (Центр медицини катастроф Мухаммадії) під час землетрусу в Непалі в квітні 2015 року. Під час кризи біженців рохінджа у 2017 році Корону призначили очолити команду Мухаммадії з 50 практикуючих лікарів до Коксс-Базару, яка також підпорядковувалася більшій групі індонезійської допомоги біженцям, координатором якої була Корона. Група допомоги зіткнулася зі спалахом дифтерії в таборах для біженців.

### Пандемія COVID-19
Після спалаху COVID-19 в Індонезії Мухаммадія сформувала командний центр із надзвичайних ситуацій і призначив Корону його керівником, виділивши 20 лікарень на Яві та Суматрі для боротьби з епідемією, в яких було близько 30 тисяч місць у лікарнях за благодійні кошти, які має організація в Індонезії. Корона підготувала дві програми для боротьби зі спалахом: одна полягала в підвищенні обізнаності про потенційні фактори ризику, що включало поширення інформації про необхідність самоізоляції. Інша програма була спрямована на те, щоб мотивувати тих, хто зробив запаси масок для обличчя, поділитися ними із іншими.
Корона публічно висловила свою стурбованість тим, що хворі використовують хлорохін для самолікування, який президент Індонезії Джоко Відодо і президент США Дональд Трамп рекламували як потенційний засіб проти COVID-19, внаслідок прийому якого виникало отруєння ліками. У квітні Індонезійська національна рада з ліквідації наслідків стихійних лих зарахувала Корону Рінтаван до складу свого спеціального персоналу, в результаті чого її замінили на чолі групи реагування Мухаммадії. Пізніше Корона критикувала політику уряду щодо послаблення обмежень як те, що ставить економіку над громадським здоров'ям.

### Після COVID-19
У 2023 році Корона Рінтаван працювала в індонезійському польовому госпіталі в Хасса у провінції Хатай в Туреччині після землетрусу в Туреччині та Сирії 2023 року. Вона була заступником керівника бригади екстреної медичної допомоги з Індонезії.